# Oscar a des chevaux de course

Oscar a des chevaux de course est un film muet français réalisé par Louis Feuillade et sorti en 1913.

## Fiche technique
- Réalisation : Louis Feuillade
- Société de production : Société des Établissements L. Gaumont
- Format : Muet - Noir et blanc  - 1,33:1 - 35 mm - Son mono
- Genre : Comédie (cinéma)
- Date de sortie : 
  - France : 1913

## Distribution
- Léon Lorin : Oscar
- Marie Dorly
- Fabienne Fabrèges
- Violetta